# Cornélie van Zanten
Wijntje Cornelia van Zanten (* 2. August 1855 in Dordrecht; † 10. Januar 1946 in Den Haag) war eine niederländische Opernsängerin (Mezzosopran/Alt). Nach ihrer Gesangskarriere war sie als Gesangslehrerin und Autorin tätig.

## Leben
Sie studierte unter anderem am Konservatorium von Köln und Mailand (dort unter Francesco Lamperti). Im September 1875 gab sie in Turin ihr Debüt als Leonora in Donizettis Oper La favorita. 1879 ging sie zurück nach Deutschland, wo sie Engagements an den Opernhäusern in Breslau, Kassel (mit Gustav Mahler als Dirigent) und Hamburg übernahm. Während dieser Zeit komponierte sie eigene Lieder, darunter 1881 Mijn Moedertaal (Meine Muttersprache).
1885 ging sie nach Amerika und wurde Teil verschiedener Opernkompanien. 1887 kehrte sie nach Europa zurück und arbeitete in Russland (wo sie einen vollständigen Ring des Nibelungen sang), in Holland und in Deutschland.
Van Zanten beendete ihre Gesangskarriere 1895 und übernahm eine Professorenstelle für Sologesang am Konservatorium Amsterdam, wo sie mehrere bekannte holländische Sängerinnen unterrichtete, z. B. Jos Tijssen, Julia Culp und Tilly Koene.
1903 bis zum Ausbruch des Ersten Weltkriegs übernahm sie in Berlin die Leitung der Meisterschule für Kunstgesang. 1914 übersiedelte sie nach Den Haag, wo sie weiter als klassische Gesangslehrerin tätig war.
Van Zanten schrieb mehrere Bücher über Gesangskunst und die menschliche Stimme, die auf Deutsch und Holländisch erschienen. Ihr Buch Bel Canto des Wortes: Lehre der Stimmbeherrschung durch das Wort (1911) war ein Standardwerk des Gesangsunterrichts. 1923 machte sie einen Film über die Stimme. Es existieren allerdings keine Gesangsaufnahmen von ihr.